# 인 더 플레쉬
《인 더 플레쉬》(In the Flesh)는 영국 BBC의 텔레비전 드라마이다.